# Mister Internacional 2006
Mister Internacional 2006 é a 7ª edição do concurso de beleza masculino de Mister Internacional, realizado pela primeira vez pelo mesmo detentor de realização do concurso "Mister Singapura", Alan Sim. O evento teve seu ápice no dia sete de outubro daquele ano no "The Pavillion", espaço de eventos localizado na capital da Singapura, com um total de dezenove (19) candidatos. O certame elegeu o libanês Wissam Hanna, que assinou um contrato com a organização e faturou U$50 mil dólares.

## Resultados

### Colocações
| Colocação               | País e Candidato |
| Vencedor                | - Líbano - Wissam Hanna |
| 2º. Lugar               | - Venezuela - Javier Delgado |
| 3º. Lugar               | - Grécia - Konstantinos Avrampos |
| 4º. Lugar               | - Letônia - Kārlis Karolis |
| 5º. Lugar               | - Estados Unidos - Chaka Sedgwick |
| (Top 11) Semifinalistas | - Filipinas - Ken Escudero - Indonésia - Andreano Philip - Itália - Victorio Alba - Nova Zelândia - Jay Singh - Singapura - Dennis Lau - Sri Lanka - Roshan Ranawana |

### Premiações Especiais
Houve as seguintes premiações especiais este ano:
| Premiação           | País e Candidato             |
| Mister Físico       | - Venezuela - Javier Delgado |
| Mister Espírito     | - Itália - Victorio Alba     |
| Mister Simpatia     | - Singapura - Dennis Lau     |
| Mister Fotogenia    | - Filipinas - Ken Escudero   |
| Mister Beach Action | - Líbano - Wissam Hanna      |
| Melhor Traje Típico | - Líbano - Wissam Hanna      |

## Jurados

### Final
1. Galen, vidraceiro;
2. Farah Lange, Miss Singapura 1986;
3. Jackeline Tan, diretora do iGlamour;
4. William Prendiz, personalidade de concursos;
5. Shenzi Chua, fundador e diretor do NewUrbanMale.com;
6. Raymond Leong, vendedor do Meritus Mandarin Singapore;
7. Jane Liong, diretora do Carriemodels International;
8. Phin Wong, assistente-editor do 8 Days;
9. Chris Chew, dono fo SgFitness.com;
10. Cedric Lim, fotógrafo;

## Candidatos
Disputaram o título este ano:
| - África do Sul - Daniel Lombard - Alemanha - Warren Taubitz - Austrália - Daryl Wee - Estados Unidos - Chaka Sedgwick - Filipinas - Ken Escudero - Grécia - Konstantinos Avrampos - Guatemala - Jonathan Landa - Índia - Sudhir Tewari - Indonésia - Andreano Philip - Itália - Victorio Alba | - Letônia - Kārlis Karolis - Líbano - Wissam Hanna - Malásia - Tai Choo Xiong - México - Gabriel Flores - Namíbia - Jacques Venter - Nova Zelândia - Jay Singh - Singapura - Dennis Lau - Sri Lanca - Roshan Ranawana - Venezuela - Javier Delgado |

## Crossovers
Candidatos em outros concursos:
Manhunt Internacional
- 2005:  Líbano - Wissam Hanna (Top 15)
  - (Representando o Líbano em Busan, na Coreia do Sul)
- 2008:  Itália - Victorio Alba
  - (Representando a Espanha em Seul, na Coreia do Sul)